# Carey Lexes
Carey Lexes es el alias más conocido de un actor checo de películas pornográficas de temática gay y bisexual. Ha actuado en multitud de ocasiones junto a su amigo Jan Lendl (también conocido como Collin Richardson). 

## Videografía
- Two Faces (Joseph Sonnenschein, Hammer Entertainment, 2005)
- Big Surprise (Joseph Sonnenschein, Hammer Entertainment, 2005)
- Love Shots (Luis Blava, Hammer Entertainment, 2005)
- Secret Camp 1 (Rolf Hammerschmidt, Hammer Entertainment, 2005)
- Stony Ways (Rolf Hammerschmidt, Hammer Entertainment, 2005)
- World Soccer Orgy Part 2 (Vlado Iresch, AVI Production / Eurocreme, 2006)
- Bareback at the Sauna (Alan Pelikan, US Male / In-X-Cess, 2006)
- Bareback Escort Service (Alan Pelikan, US Male / In-X-Cess, 2006)
- On Bareback Pond (Alan Pelikan, US Male / In-X-Cess, 2006)
- Bareback Beginners 10 (No acreditado, Eagle Video, 2006)
- Bareback Beginners 12 (Pat Stone, Eagle Video, 2006)
- Straight to Bareback 3 (Pat Stone, Eagle Video, 2006)
- Straight to Bareback 4 (Pat Stone, Eagle Video, 2006)
- Bareback Birthday Party (Alan Pelikan, Eagle Video, 2006)
- Bareback Bi Sex Lovers 7 (Jaro Hanus, US Male / In-X-Cess, 2006)
- Cocktales (Giorgio di Napoli, Vimpex Gay Media, 2006)
- Cum right now: Cumshooters 2 (Jan Miller, Vimpex Gay Media, 2006)
- Hothouse Rendezvous (Paolo Farina, Vimpex Gay Media, 2006)
- Bareback Road Trip (Vlado Iresch, AVI Production / Eurocreme, 2006)
- Bareback Street Gang (Vlado Iresch, AVI Production / Eurocreme, 2006)
- Ridin' High on Bareback Mountain (Robert Boggs, Tipo Sesso, 2006)
- SleepOver(Robert Boggs (as Alain Eclair), Tribal Pulse, 2006)
- Splash! (Robert Boggs, Ayor Studios, 2006), aka Aqua Boys (Robert Boggs, INXS Studio, 2006)
- Tales (Robert Boggs, Ayor Studios, 2006)
- Raw Twink (Michael Paris, Eboys Studios, 2006)
- Raw Regret (Vlado Iresch, AVI Production / Eurocreme, 2006)
- Bi Maxx vol.4 (No acreditado, Eromaxx, 2006)
- Bisex Party vol.1: Mile High Club (No acreditado, Eromaxx, 2006)
- After School Bisexuals (No acreditado, Over There Productions, 2006) aka Bi After School Orgy
- Personal Trainer (Jaro Hanus, Gym Rats, 2006)
- Bare Reunion (Vlado Iresch, AVI Production / Eurocreme, 2006)
- Bare Plunge (Rolf Hammerschmidt, Hammer Entertainment, 2006)
- Trail Blazers (Jaro Hanus (as Zack Wood), Tribal Pulse, 2006)
- Raw Czech Mates 3 (Thomas Bjorn, Puppy Production, 2007)
- Huge Fuk'n Dicks (Peter Cameron, Hot Desert Knights, 2007)
- Bareback Graffiti Boys (Pat Stone, Viper Entertainment, 2007)
- Orgy in the Dorms 2 (No acreditado, Frat House Studios, 2007)
- Bed Buddies (No acreditado, Frat House Studios, 2007)
- First Time Bisexuals 3 (Jaro Hanus, Spring Break, 2006)
- Arousing Adventures (Nir Rosenbaum, S.E.V.P Sweden, 2007)
- Seed My Hole (Michael Paris, Rebel Boyz, 2007)
- Freshman Roommates (Zack Wood, Tribal Pulse, 2007)
- Bareback Schoolboys of 1910 (Rolf Hammerschmidt, Eurorad/Rad Video, 2007)
- Bareback Beginners 17: Year 1900 (No acreditado, Eagle Video, 2007)
- Guys Loving Guys 2 (Alberto Rey, Sinemale, 2007)
- Horny Pretty Boys (No acreditado, Sinemale, 2007)
- Pipe Dreams (Danny Ray, All Worlds Video, 2007)
- European Holiday, Part 1 (Tim Hamilton, Falcon International, 2007)
- European Holiday, Part 2 (Tim Hamilton, Falcon International, 2007)
- Inside Andy (Danny Ray, Studio 2000, 2007)
- Do Me Raw (Michael Paris, Raw Entry Club, 2007)
- Sperm Suckers (Marek Bruckner, Street Boys/Man's Art, 2007)
- Kickboxer (Danny Ray, Studio 2000, 2007)
- Think Big (Michael Paris, Eboys Studios, 2007)
- Cum Inside Me (Marek Bruckner, Street Boys/Man's Art, 2007)

- Datos: Q5749147